# Heinrich Triebnigg
Heinrich Triebnigg (* 11. Juni 1896 in Marburg an der Drau; † 3. Dezember 1969 in Darmstadt) war ein österreichischer Ingenieur und Hochschullehrer. 

## Leben
Heinrich Triebnigg diente während des Ersten Weltkriegs zunächst als Artillerist, später als Fliegerbeobachter, Artillerieflieger und Luftbildflieger. Nach einem von 1918 bis 1922 andauernden Studium des Maschinenbaus an der Technischen Hochschule (TH) Graz arbeitete er dort von 1922 bis 1924 als wissenschaftlicher Assistent am Lehrstuhl für Verbrennungskraftmaschinen. An der TH Graz wurde er 1924 mit einer Dissertation über Dieselmotoren promoviert. Von 1925 bis 1927 war Triebnigg als Konstruktions- und Versuchsingenieur im Motorenbau der Fried. Krupp AG in Essen tätig. Im Anschluss arbeitete er bis 1936 für die Humboldt-Deutzmotoren AG, davon ab 1935 als Direktor der Abteilung Flugmotorenentwicklung.
Von Juni 1936 bis 1945 lehrte Heinrich Triebnigg an der Technischen Hochschule Berlin als ordentlicher Professor für Flugmotoren sowie Triebwerke der Luftfahrzeuge und war Vorsteher des Instituts für Flugmotoren. Im Jahr 1936 war er parallel dazu wissenschaftlicher Mitarbeiter der Forschungsabteilung im Reichsluftfahrtministerium. Nach dem Zweiten Weltkrieg leitete er von 1946 bis 1949 die Vorentwicklung für Strahltriebwerke bei der SNECMA. Dort war er an der Entwicklung des ersten französischen Strahltriebwerks beteiligt. Ab Oktober 1950 war Triebnigg Ordinarius für Maschinenelemente an der Technischen Universität Berlin. Im Oktober 1955 wechselte er an die Technische Hochschule Darmstadt, wo er als ordentlicher Professor für Verbrennungskraftmaschinen und Flugmotoren wirkte und bis zu seiner Emeritierung im Jahr 1964 blieb.
Heinrich Triebnigg war Mitglied des Vereins Deutscher Ingenieure (VDI) mit der Mitgliedsnummer 22487. Er leitete die Arbeitsgemeinschaft Luftfahrttechnik beim Berliner Bezirksverein des VDI.

## Schriften (Auswahl)
- Der Einblase- und Einspritzvorgang bei Dieselmaschinen. Julius Springer, Wien 1925.
- Untersuchung eines Ottomotors mit Kraftstoffdampfeinblasung, insbesondere auf den Gehalt von CO, bei veränderlichen Betriebszuständen. VDI-Verlag, Düsseldorf 1962 (zusammen mit Alfred Urlaub).
- Über Verluste in Axialturbinenstufen und die Möglichkeiten einer optimalen Auslegung. VDI-Verlag, Düsseldorf 1966 (zusammen mit Dilip Kumar Mukherjee).